# Caposaldo Col dei Bovi
Il caposaldo Col dei Bovi o caposaldo Colle del Bue (in tedesco Sperre Ochsenbühel o Ochsenbühl) è uno degli sbarramenti del XIV settore di copertura Isarco, che si colloca tra i paesi di Aica e Naz-Sciaves, sopra una collina che domina il confluire della Val Pusteria nella Val d'Isarco, ovvero della Rienza nell'Isarco. Questo sbarramento è uno dei diversi sbarramenti che vanno a comporre il Vallo alpino in Alto Adige.

## Storia

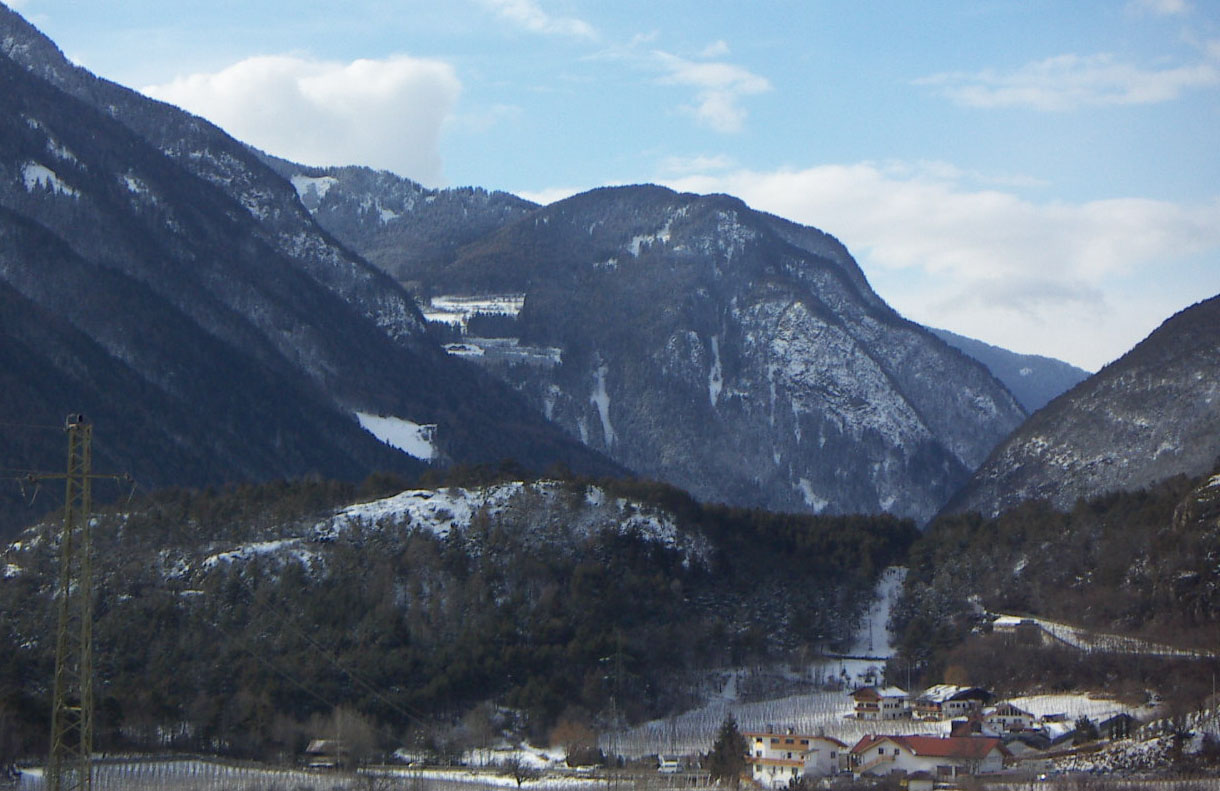
La collina dove sorge il caposaldo Col dei Bovi

Questo piccolo sbarramento fu progettato nel 1940 sul III sistema difensivo, quindi successivamente alla progettazione degli altri sbarramenti.
Il progetto prevedeva oltre al caposaldo Col dei Bovi (in ted. Ochsenbühel), situato sul colle omonimo a sud-est del paese di Aica (in ted. Aicha), 3 opere difensive in più:
- Opera I: costruita in calcestruzzo, con apposito ricovero scavato nella roccia di una caverna per custodire il personale appartenente a 2 Nuclei armi supplementari, da disporre alla base del monte Bersaglio (in ted. Scheibenberg);
- Opera II: opera di medie dimensioni in calcestruzzo, con l'obiettivo di sorvegliare la linea ferroviari a sud di Aica e fiancheggiare la precedente;
- Opera III: opera di piccole dimensioni e scavata nella roccia, posta a fiancheggiamento delle postazioni 3 e 4 del caposaldo (quelle a nord) al quale avrebbe dovuto collegarsi tramite un cunicolo sotterraneo.

La costruzione del caposaldo venne portata a termine, come del resto le opere I e II, anche se nessuna ricevette gli impianti interni e l'armamento previsto; l'opera III invece rimase incompiuta.

## Tabella delle opere dello sbarramento
|           | Tipo          | Fuc. MTR | MTR | Cann A.C.  | Cannoni 75/27 | Osserv. |
| --------- | ------------- | -------- | --- | ---------- | ------------- | ------- |
| Caposaldo | Grande CAV    | -        | 10  | 4 (100/17) | 3             | 3       |
| Opera I   | Media RCC/CLS | -        | 3   | -          | -             | -       |
| Opera II  | Media CLS     | -        | 3   | -          | -             | -       |
| Opera III | Piccola RCC   | -        | 2   | -          | -             | -       |
| Totale    | 4             | -        | 18  | 4          | 3             | 3       |

## Descrizione delle opere dello Sbarramento

### Caposaldo

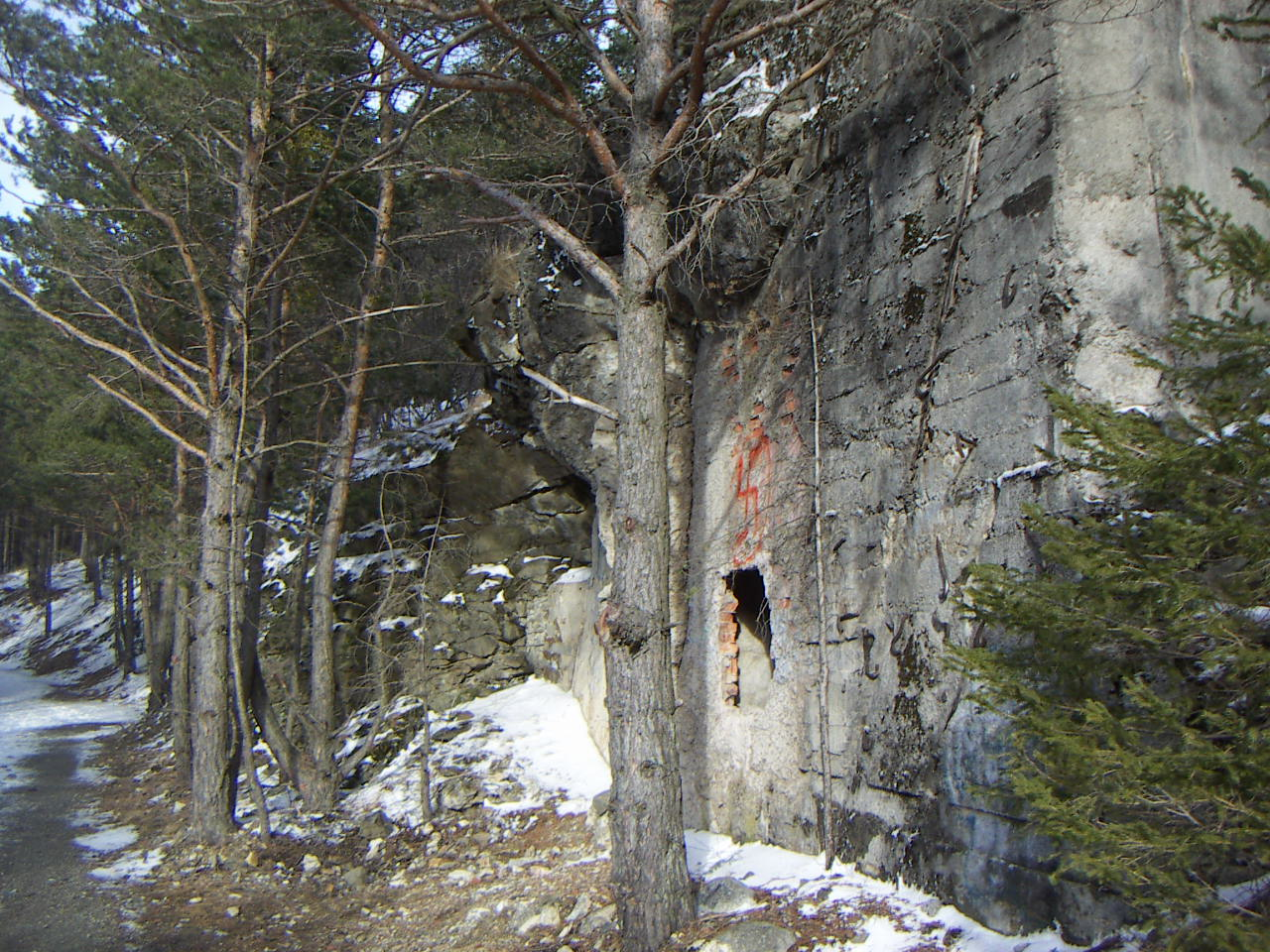
Un accesso al caposaldo.

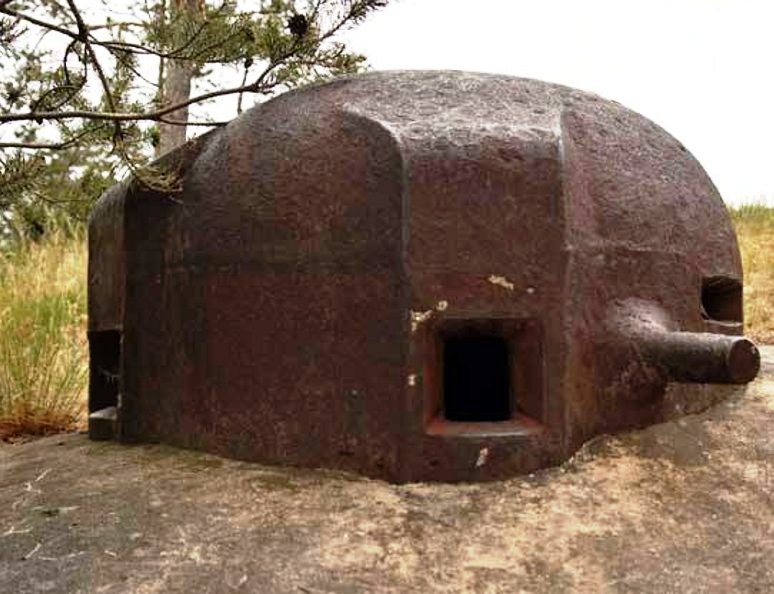
Una delle cupole che sormonta il caposaldo

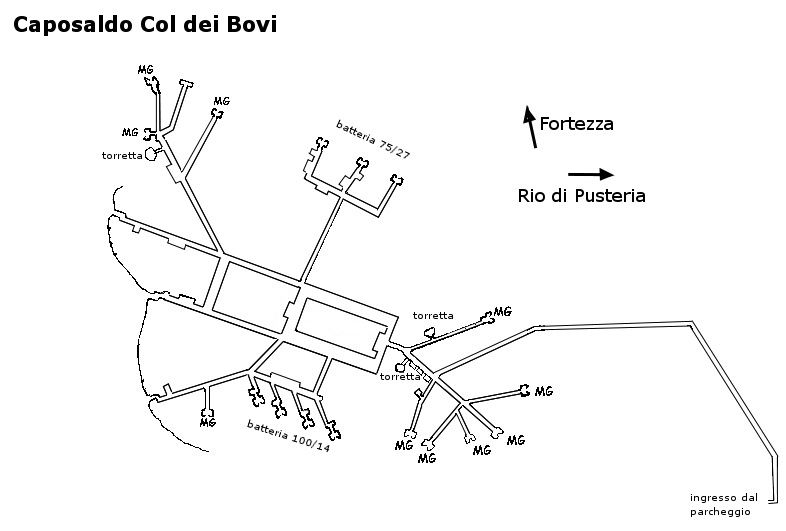
La piantina del caposaldo

- Come raggiungere l'opera

Sulla strada che dal paesino di Sciaves, porta ad Aica, esistono almeno due stradine forestali che risalgono la collina per portare al caposaldo.
- Caratteristiche

Il caposaldo è una struttura alquanto grande (la più grande in Alto Adige assieme a quella dello Sbarramento le Palade), che offre una panoramica strategica sulla val d'Isarco e sulla val Pusteria.
L'opera ha un notevole sviluppo sotterraneo di corridoi e scale che collegano tra loro le postazioni e i vari locali logistici; era previsto uno scavo di 21.000 metri cubi, e solo 19.700 ne furono eseguiti, mentre era previsto un impiego di 10.500 m3 di calcestruzzo. La difesa dell'opera era affidata a 8 ufficiali e 120 soldati; al suo interno era prevista la sede del Comando Tattico (di settore) per il III sistema difensivo.
Purtroppo la facilità con cui esso è raggiungibile, nonostante nel passato si è cercato più volte di sigillarne gli accessi, ne hanno causato anche la rovina: molte pareti sono state oggetto di atti vandalici. Inoltre durante alcune esercitazioni della Divisione Tridentina, a seguito di alcune esplosioni, in uno dei diversi tunnel, una volta ha avuto dei cedimenti strutturali, con la conseguenza di destabilizzare un intero corridoio e una scala a chiocciola, oltre che un lento decadimento della solidità e della sicurezza dell'intero bunker. Nonostante ciò il comune di Naz-Sciaves ha in progetto di restaurare e riutilizzare il caposaldo per scopi turistico/didattici.
Sicuramente da sottolineare la presenza di un "percorso ad ostacoli" nell'accesso diretto dal parcheggio.
- Armamento previsto

Il caposaldo aveva un armamento previsto di 5 mitragliatrici, per un totale di 10 armi (di cui una in torretta metallica) e 2 postazioni per artiglieria, per dare appoggio agli sbarramenti di Fortezza e lo Sbarramento Rienza-Rio Valles-Sciaves, in particolare: una sezione di 4 obici da 100/17 su affusto campale, che sorvegliavano il centro di Prà di Sopra (in ted. Oberau) e una batteria di 3 pezzi da 75/27, posta in un'apposita casamatta in calcestruzzo, per sorvegliare la zona di San Paolo (in ted. St. Pauls) sulla sinistra della Rienza. Il caposaldo è inoltre dotato di 3 osservatori: 2 posti in torretta metallica e 1 in casamatta con piastra corazzata; 3 gli ingressi difesi da caponiere.
- Ingressi

L'opera oggi risulta con diversi punti per l'accesso. Tra l'altro è possibile accedere all'opera anche entrando dalle feritoie dei cannoni da 75mm e da quelle dei cannoni da 100mm.
- Dati relativi a marzo 2011
- Coordinate geografiche: 46°46′07.6″N 11°38′58.89″E

### Opera I
- Come raggiungere l'opera

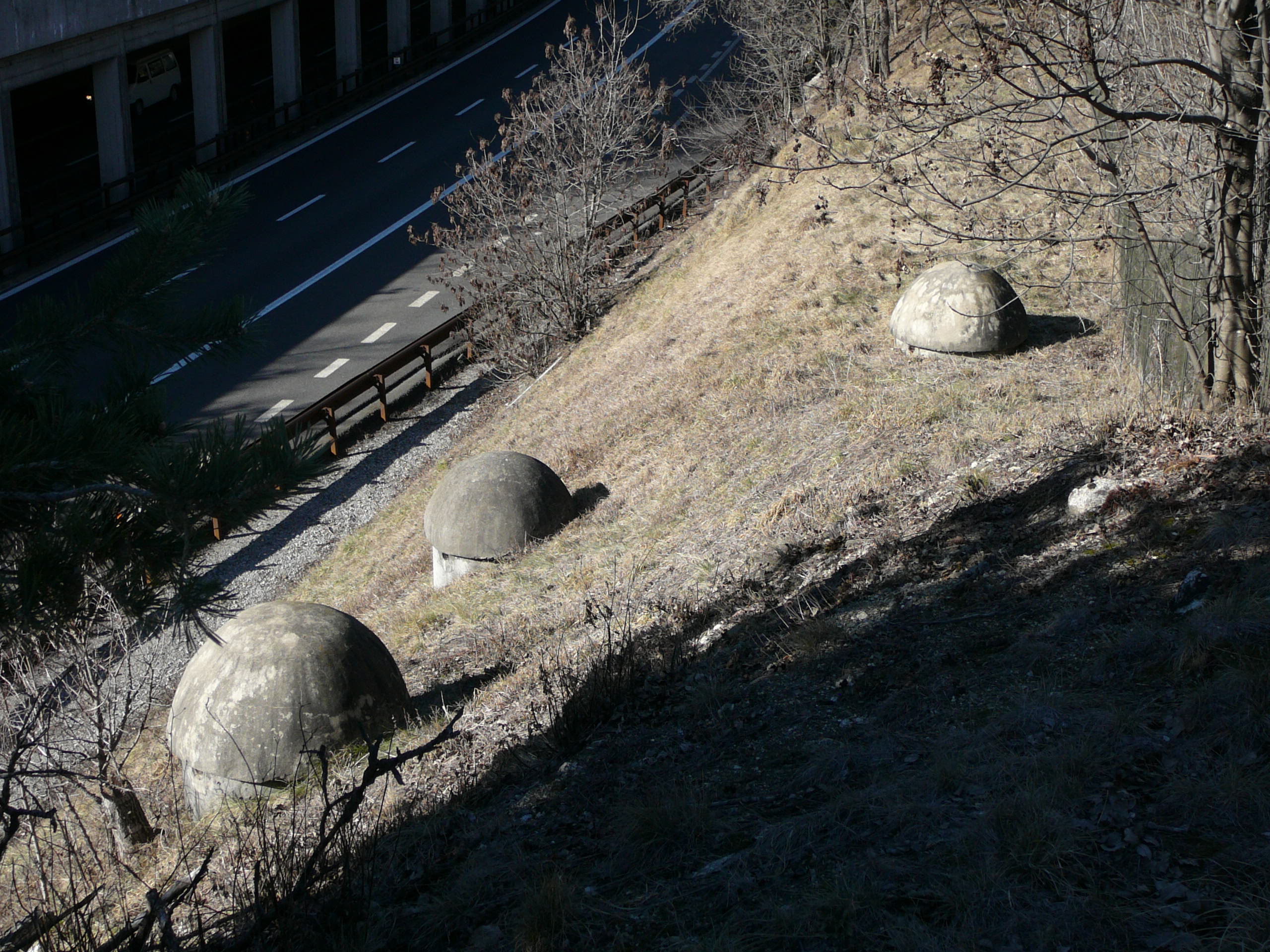
Particolari cupole d'aerazione dell'opera I

L'opera è alquanto difficile da raggiungere a piedi, in quanto è immersa in una fitta vegetazione e si trova da un lato attorniata da pista ciclabile e autostrada, mentre dall'altro lato è protetta dalla ferrovia e dalla strada statale.
- Caratteristiche

L'opera è di media grandezza, costruita in roccia e calcestruzzo. L'opera si sviluppa su tre piani. Il piano degli ingressi è il piano 0. Su questo piano si trovano due delle tre postazioni armate, oltre alle postazioni di difesa degli ingressi. L'altra postazione si trova al livello +1, raggiungibile in pochi gradini. Al piano -1, a cui si accede mediante una scalinata di ben 42 scalini, si trova la grande camerata per gli alloggiamenti e ben 5 vano adibito a servizio igienico. Alla fine della camerata si trovano altri 28 scalini che conducono alla seconda uscita dell'opera, direttamente sull'autostrada.
- Armamento previsto

3 mitragliatrici.
- Ingressi

L'opera ha 2 ingressi
- Dati relativi a febbraio 2011
- Coordinate geografiche: 46°46′23.15″N 11°38′11.09″E

### Opera II

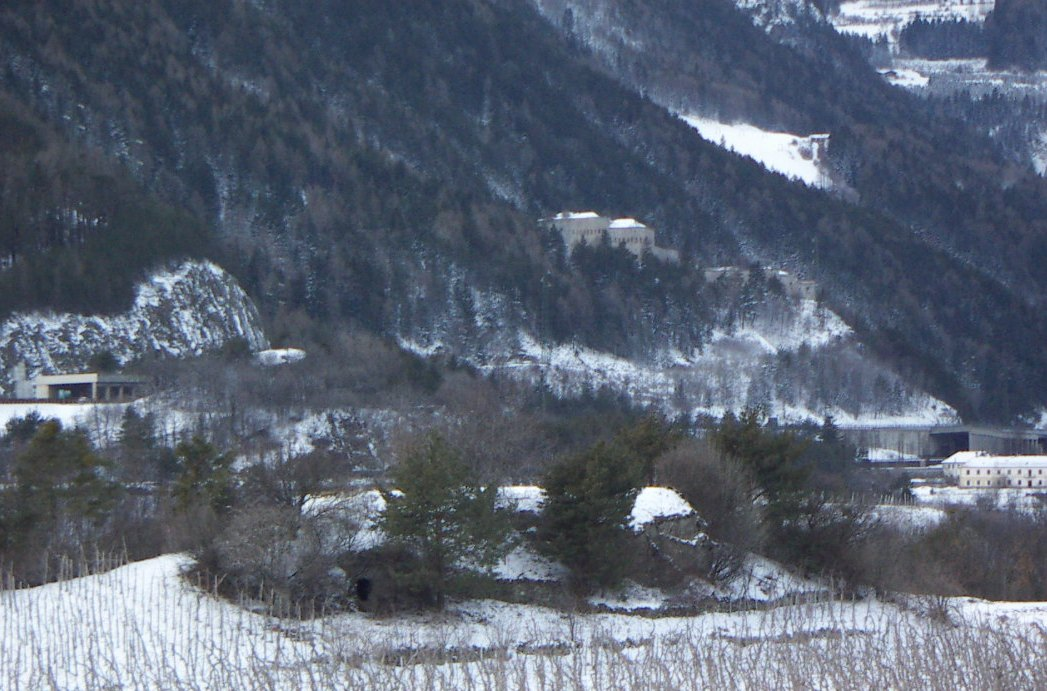
L'opera II vista dalla strada

- Come raggiungere l'opera

Dal campo sportivo di Aica, dirigendosi in direzione di Spinga (Spinges) e Naz-Sciaves (Natz-Schabs), dopo un centinaio di metri, sulla destra, dietro ad alcuni filari di mele, si trova la collinetta che nasconde l'opera.
- Caratteristiche

L'opera è di media grandezza costruita in calcestruzzo, disposta su due piani. Essa chiaramente non è stata reimpiegata nell'ambito NATO, nonostante avesse un nome in codice. L'opera al giorno d'oggi si presenta con 2 ingressi (una volta erano stati entrambi murati), mentre al suo interno si nota come questa non è stata completata nel suo allestimento. Tuttalpiù al giorno d'oggi viene utilizzata per qualche tipo di feste, dato che è presente un generatore elettrico, un computer, un bancone da bar e diverse targhette che invitano al bere estremo.
- Nome in codice (in ambito NATO): Arena
- Armamento previsto

3 mitragliatrici.
- Ingressi

L'opera ha 2 ingressi
- Dati relativi a marzo 2011.
- Coordinate geografiche: 46°46′19.33″N 11°38′38.64″E

### Opera III
Opera incompiuta
- Nome in codice (in ambito NATO): Riolo

### Opera IV
Opera incompiuta
- Nome in codice (in ambito NATO): Cassola